# سكوت جونسون
سكوت جونسون (بالإنجليزية: Scott Johnson)‏ هو لاعب جمباز فني أمريكي، ولد في 12 يوليو 1961 في سينسيناتي في الولايات المتحدة.

## وصلات خارجية
- سكوت جونسون على موقع الاتحاد الدولي للجمباز (biography) (الإنجليزية)
- سكوت جونسون على موقع اللجنة الأولمبية الدولية (الإنجليزية)
- سكوت جونسون على موقع أوليمبيديا (الإنجليزية)